# Лифшиц, Дебора
Дебора Лифшиц (фр. Deborah Lifchitz; 1907—1942) — французский филолог русско-еврейского происхождения, специалист по изучению семитских языков в Эфиопии. Она работала в Музее человека в Париже, участвовала в миссии Дакар — Джибути в 1932—1933 гг. Нацисты увезли ее в Освенцим, где она погибла в 1942 году.

## Происхождение и эмиграция
Дебора (Десири) Лифшиц (иногда пишется Лифшиц, Лифчиц или Livchitz) родилась в Харькове в 1907 году.
В 1919 году ее семья после Октябрьского переворота выехала из Харькова, сначала в Крым, а оттуда в 1920 году в Варшаву.

## Обучение
В 1927 году Д. Лифчиц выехала из Польши в Париж, где она изучала восточные языки и специализировалась на семитских языках Эфиопии. После окончания обучения она присоединилась к миссии Дакар в Джибути в Африке. Там она познакомилась с фалахами (евреи из Эфиопии).

## Исследовательская работа
После возвращения в Париж, Д. Лифшиц получила должность в отделе Африки Музея человека в Париже, а в 1935 году она была членом миссии в музей этнографии и народного творчества Трокадеро во Французском Судане (Мали). Из Мали она привезла тогда два музейных экспонатах искусства Догонов, которые сейчас хранятся в Лувре и в Музее на набережной Бранли.
Во время учебы и деятельности в Музее человека, Д. Лифшиц училась и сотрудничала с выдающимися антропологами-африканистами в Париже, среди которых Мишель Лейрис, Вольф Леслау, Марселя Гриоля, Марсель Мосс, Марсель Коэн, Поль Буайе, Поль Риве, Дениз Паульм, с которыми она написала много научных статей.
Когда нацисты вошли в Париж, Д. Лифчиц осталась в городе. Впрочем она вместе с коллегой Мишель Лейрис получила освобождение из-за расовых законов. В феврале 1942 года она была арестована французской полицией и доставленный во французский концлагерь, а оттуда в Освенцим, где она умерла позже в том же году. По свидетельству Марселя Коэна, Д. Лифшиц погибла в газовой камере.

## Работы
Д. Лифчиц написала книгу и несколько статей, которые до сих пор считаются вехами в изучении эфиопских языков. Она получила французское гражданство в 1937 году.